# Sashana Campbell
Pour les articles homonymes, voir Campbell.
Sashana Campbell, né le 2 mars 1991 à Spanish Town, est une footballeuse internationale jamaïcaine, qui joue au poste de défenseur au Medyk Konin.

## Biographie

### Jeunesse et formation
Sashana Campbell est originaire de Devon Christiania dans la Paroisse de Manchester. 
Elle étudie au Darton College, et devient la meilleure buteuse de NJCAA avec 36 buts et 18 passes décisives. Elle rejoint ensuite l'Université de West Florida, avec qui elle remporte le championnat de Division II en 2012. 

### En club
En Jamaïque, elle joue pour les clubs de Reno et des Christiana Strikers, puis pour le club de Los Perfectos. Elle joue ensuite deux saisons pour le l'UMF Grindavík puis rejoint le Maccabi Kishronot Hadera. 
Au mois d'avril 2022, près d'un an après avoir quitté l'Hapoel Ironi Petah Tikva, elle rejoint le Medyk Konin. 

### En sélection
Sashana Campbell fait ses débuts en sélection nationale en 2014. Elle participe au Championnat de la CONCACAF en 2014 et 2018. Le 12 octobre 2018, elle inscrit un doublé face à Cuba dans le cadre de ce championnat. 
Elle fait partie de la première épopée de la Jamaïque en Coupe du monde en 2019, et dispute deux matchs face à l'Italie et l'Australie. 